# 슈도

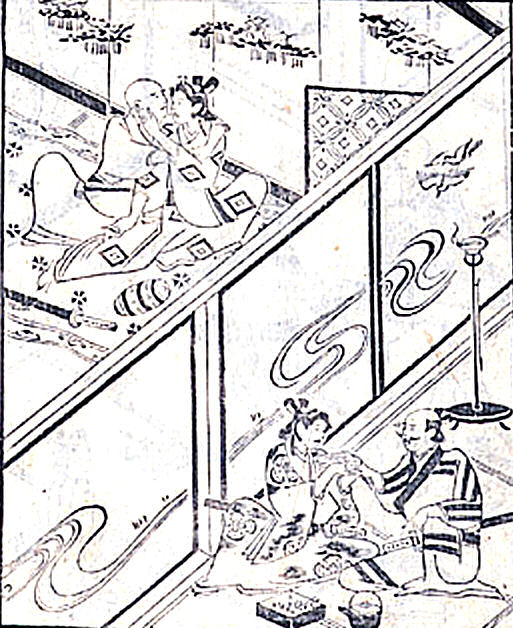
「슈도 이야기」(1661년)

슈도(일본어: 衆道)는 일본의 동성애이다.

## 같이 보기
- 소년애
- 동성애
- 일본의 성소수자